# Chet Baker in Tokyo
Chet Baker in Tokyo es un álbum grabado en vivo por el trompetista de jazz  y cantante estadounidense Chet Baker, grabado en Showa, en el auditorio Hitomi Kinen Kōdō. Lanzado sólo once meses antes de su muerte,  ha sido llamado, "Un momento magnífico en Chet,  el crepúsculo de Baker."

## Recepción
John Vinocur del The New York Times alabó el álbum, diciendo:

The performances are remarkable because they take in, at the highest level, everything that people said Chet could do - play ballads with almost painful, poetic eloquence - and what many said he could not: blow hard and tough enough so as to make the trumpet sound its essence.

Rick Anderson de AllMusic dijo del álbum "Es una muestra que todavía tiene el control completo de sus facultades musicales, interpretando fantásticamente  bien, con energía e incluso velocidad a pesar de tener la salud deteriorada."

## Listado de pistas[2]
Disco uno:

1. "Stella by Starlight" - 10:50
2. "For Minors Only" - 7:40
3. "Almost Blue" - 7:53
4. "Portrait in Black and White" - 15:46
5. "My Funny Valentine" - 13:14
Disco dos:

1. "Four" - 7:28
2. "Arborway" - 14:00
3. "I'm A Fool to Want You" - 11:22
4. "Seven Steps to Heaven" - 7:56
5. "For All We Know" - 8:57
6. "Broken Wing" - 10:08

## Personal

### Músicos
- Chet Baker - Voz, trompeta
- Harold Danko - Piano
- Hein van de Geyn - Bajo
- John Engels - Batería

### Producción
- Yoichi Nakao